# Батлер (Охајо)
Батлер (енгл. Butler) град је у америчкој савезној држави Охајо.

## Демографија
По попису из 2010. године број становника је 933, што је 12 (1,3%) становника више него 2000. године.
| Група             | 2000.       | 2010.       |
| Белци             | 910 (98,8%) | 906 (97,1%) |
| Афроамериканци    | 1 (0,1%)    | 4 (0,4%)    |
| Азијати           | 1 (0,1%)    | 1 (0,1%)    |
| Хиспаноамериканци | 6 (0,7%)    | 14 (1,5%)   |
| Укупно            | 921         | 933         |